# Abhishek Bachchan
Pour les articles homonymes, voir Bachchan.
Abhishek Bachchan, né le 5 février 1976 à Bombay, est un acteur et producteur de Bollywood. Fils de deux grands comédiens indiens, Amitabh et Jaya Bachchan, il entre sans difficulté dans l'industrie du cinéma en 2000 avec Refugee. Il s’affirme comme étant une star planétaire sur l’ensemble du continent asiatique . Après des débuts sans éclat, il s'affirme sous la direction de Mani Ratnam dans Yuva (2004). Suivent d'autres succès tels Bunty Aur Babli, Sarkar, Dus, Bluffmaster!, Sarkar Raj ou Guru où il joue fréquemment aux côtés de son père ou de son épouse, Aishwarya Rai. S'illustrant aussi bien dans des comédies romantiques, des films d'action que des drames, il est devenu un des acteurs importants du cinéma indien.

Signature d'Abhishek Bachchan

## Biographie
Fils de deux stars du cinéma indien, Amitabh Bachchan et Jaya Bhaduri, Abhishek Bachchan est également le petit-fils du grand poète hindi Harivansh Rai Srivastav qui prend le nom de plume de Harivansh Rai Bachchan, nom conservé par la famille. Il a une sœur aînée, Shweta, mariée à l'homme d'affaires Nikhil Nanda, petit-fils du célèbre acteur et réalisateur Raj Kapoor.
Abhishek Bachchan étudie à Bombay, puis en Suisse et enfin à l’université de Boston mais, désirant faire du cinéma, il n'achève pas ses études. Il parle plusieurs langues : anglais, hindi et français.
Il se fiance avec Karisma Kapoor en 2002 puis en janvier 2007 avec l'ex-Miss Monde et actrice du cinéma indien, Aishwarya Rai, qu'il épouse le 20 avril suivant. Ils ont une fille nommée Aaradhya, née le 16 novembre 2011.

## Carrière

### Débuts: 2000-2003
Soutenu par ses parents et profitant de leur renommée, Abhishek Bachchan entre facilement dans le monde de Bollywood. Il débute en 2000 avec Refugee (J.P. Dutta) où il joue un orphelin qui aide des réfugiés à traverser la frontière indo-pakistanaise. Malgré une interprétation honorable, il suscite une certaine déception chez les spectateurs qui attendent plus du fils d'une star telle qu'Amitabh Bachchan[réf. nécessaire]. Il est cependant nommé au Filmfare Awards 2001 du meilleur débutant. Il joue ensuite dans plusieurs films qui ne remportent guère de succès : Dhaai Akshar Prem Ke (Raj Kanwar, 2000), Tera Jadoo Chal Gayaa (A. Muthu, 2000), Bas Itna Sa Khwaab Hai (Goldie Behl, 2001). Vient ensuite sa 2e nomination au Filmfare Awards, pour le meilleur second rôle, dans Main Prem Ki Diwani Hoon (Sooraj R. Barjatya, 2003) mais le public ne suit pas. Puis, toujours en 2003, il connaît un nouveau flop avec Kuch Naa Kaho bien qu'il y joue avec Aishwarya Rai. Néanmoins les chansons sont bien reçues, particulièrement Baat meri sun lo toh zara et Tujhe aaj maine jo dekha[réf. nécessaire].

### Reconnaissance:Yuva(2004)
Pour le jeune acteur, 2004 est l’année de la renaissance artistique. Les critiques reconnaissent les talents d’Abhishek Bachchan qui prouve qu'il n’est pas que le fils d’une « légende » mais un acteur original avec son propre style qui peut jouer non seulement des personnages doux et romantiques dans des mélodrames, mais aussi des rôles forts. Naach marque sa première collaboration avec l'un des réalisateurs les plus originaux de Bollywood, Ram Gopal Varma, et bien que le film soit un échec  commercial, il aide Abhishek Bachchan à développer ses qualités d’acteur et de danseur. Le succès populaire et commercial arrive avec le film d'action Dhoom (Sanjay Gadhvi) où il joue un inspecteur de police. Mais c'est Yuva qui lui permet d'émerger véritablement.
En 2004, un des réalisateurs indiens les plus talentueux, Mani Ratnam, réalise Yuva dans lequel il confie le rôle d'une brute violente et imprévisible à Abhishek Bachchan qui réussit à voler la vedette à des comédiens chevronnés tels qu'Ajay Devgan et Vivek Oberoi grâce à une interprétation charismatique et à fleur de peau. Cela permet à Abhishek Bachchan de recevoir 14 prix lors des cérémonies annuelles consacrées aux films indiens dont le  Filmfare Award du meilleur acteur dans un second rôle. De plus, son duo avec Rani Mukherjee marche à merveille et ils sont récompensés du titre de couple no 1 aux Star Screen Awards. Cette première collaboration réussie fait de Mani Ratnam le réalisateur fétiche d'Abhishek Bachchan qui déclare dans une interview : « J’ai eu la chance de travailler avec Mani Ratnam dans trois films, tandis que beaucoup d’autres acteurs en rêvent… ».

### Succès consécutifs: 2005
En 2005 il enchaîne plusieurs films à succès : Bunty Aur Babli, Sarkar, Dus et Bluffmaster!. Il fait également de courtes apparitions dans Salaam Namaste, Home Delivery: Aapko... Ghar Tak, Ek Ajnabee et Neal'N'Nikki.
Bunty Aur Babli
Bunty Aur Babli, comédie policière décontractée, est le deuxième plus gros succès commercial de l'année 2005. Abhishek Bachchan, associé pour la troisième fois à Rani Mukerjee, y fait la preuve de ses talents comiques dans le rôle d'un petit escroc que rien n'effraie. Ce film est également notable car il réunit pour la première fois les Bachchan père et fils qui font une prestation remarquée en compagnie d'Aishwarya Rai dans la chanson à succès Kajra Re.
Sarkar
Sarkar, deuxième collaboration d'Abhishek Bachchan avec Ram Gopal Varma, est un hommage au Parrain. Le public et les critiques lui font un bon accueil, appréciant la transposition indienne de l'histoire et l'interprétation tout en nuance de Bachchan Junior en fils dévoué qui prend la succession d'un père admiré (Amitabh Bachchan). Cela lui permet de recevoir un deuxième Filmfare Award dans la catégorie meilleur second rôle.
Bluffmaster
Pour Bluffmaster! de Rohan Sippy, Abhishek Bachchan endosse de nouveau le rôle d'un escroc dans un film qui lui demande une interprétation plus posée, plus élaborée et à l'humour plus subtil que dans Bunty Aur Babli. L'acteur démontre également des qualités de chanteur, enregistrant la chanson hip-hop Right Here Right Now qui connait le succès.

### Des superproductions: 2006
L'année 2006 est marquée par un échec prestigieux, Umrao Jaan, et deux gros succès commerciaux, Kabhi Alvida Naa Kehna et Dhoom 2. Dans ce dernier, Abhishek Bachchan reprend le rôle du policier qui lutte contre un gang de voleurs sophistiqués, entouré d'Aishwarya Rai, Hrithik Roshan et Bipasha Basu. Ce second opus, riche en action et en stars, rencontre encore plus de succès que le premier, se classant premier au box office indien.
Kabhi Alvida Naa Kehna
Kabhi Alvida Naa Kehna met en scène plusieurs stars, telles que Shahrukh Khan, Amitabh Bachchan, Preity Zinta, Rani Mukherjee… Abhishek Bachchan incarne un mari dévoué et amoureux de sa femme (Rani Mukherjee). C'est d'ailleurs sa 4e collaboration avec Rani, qui est encore couronnée par un succès. Il a de l'humour, l'élégance, il est sophistiqué et très patient envers sa femme, mais son amour n'est pas réciproque. Les critiques ont salué unanimement sa performance dans le film,. On peut constater qu'Abhishek Bachchan est plus efficace en collaboration avec d'autres stars que lorsqu'il travaille en solo. Il n'est pas seulement efficace mais à chaque fois il "explose" littéralement et vole la vedette. Abhishek Bachchan reçoit ainsi son 3e prix consécutif de meilleur acteur dans un second rôle.Il reçoit 4 autres récompenses dans différents cérémonies.
Umrao Jaan
Umrao Jaan est l'un des films les plus attendus de l'année 2006. Tout d'abord parce que c'est le remake d'un film des années 1980 devenu classique, mais aussi parce qu'il réunit Abhishek Bachchan et Aishwarya Rai à propos desquels circulent des rumeurs de relations amoureuses. Le film ne remporte cependant pas le succès commercial escompté en Inde, mais il est mieux accueilli à l'étranger : au Canada, en Australie, au Royaume-Uni, aux États-Unis où il se classe à la 21e place du box-office,,. La tâche d'Abhishek Bachchan n'est pas simple dans ce film car il n'a pas beaucoup de dialogues ni d'actions. Il s'exprime à ce sujet dans une interview donnée au The Times of India en novembre 2006

« J'avais une "tâche" très difficile à accomplir. M'assoir et regarder Aish danser a été difficile en soi... Le premier jour, je devais uniquement m'asseoir sur un gadda et regarder l'entrée sur scène d'une courtisane. J'ai me suis dit : "C'est facile ! " mais le deuxième jour, c'était la même chose. J'ai commencé à me rendre compte qu'il fallait changer de posture et arborer une nouvelle expression. Mais combien de temps pouvez-vous simplement vous asseoir et regarder la danse de quelqu'un ? il m'était difficile d'être original... »

Cependant les critiques ont apprécié le travail d'Abhishek Bachchan tel un critique de BBCi Movies:

« Abhishek est royal en sultan amoureux. Il affiche des touches de génie de son père dans son travail. »

### Consécration:Guru(2007)
En 2006 Mani Ratnam travaille à un film biographique intitulé Guru. Pour ce projet il pense immédiatement à Abhishek Bachchan pour le rôle principal de Gurukant Desai, personnage librement inspiré de Dhirubhai Ambani, un des plus grands hommes d’affaires indien. Abhishek Bachchan accepte immédiatement la proposition sans se soucier du scénario, faisant confiance à son réalisateur fétiche. C’est le « rôle de sa carrière ». Le film retrace l’histoire d’un petit villageois qui rêve de gloire et, mu par ses ambitions, ne regarde jamais en arrière, prend des décisions contestables et fait des offres à des gens qui ne peuvent les refuser. Se prenant pour un dieu, c'est en réalité un homme ambitieux qui utilise les ressorts du l'économie libérale à son profit. Dans le contexte de l’Inde des années 1990, le réalisateur développe son point de vue sur le capitalisme indien moderne, ce qui constitue pour certains critiques un point faible ne permettant pas au film d’être un chef-d’œuvre de Bollywood.
Abhishek Bachchan incarne un personnage complexe, qui se transforme physiquement au fil des ans. Il adopte le look typique d’un homme d’affaires des années 1950 et, pour être plus crédible, il prend progressivement 11 kilos. Le réalisateur déclare :

« Vous ne faites pas de quelqu’un un acteur, l’acteur est là… il vous suffit de lui donner l’occasion et la chance de montrer son talent… »

Le film devient l’un des plus gros succès commerciaux de l’année et il est classé dans Top 50 des meilleurs films de Bollywood des années 2000. Abhishek Bachchan reçoit des éloges de la part des critiques. Le New York Times du 15 janvier 2007 affirme : 

« Abhishek Bachchan a un rôle très riche aux multiples facettes. Il saisit habilement ses nombreuses occasions… »

. Il est nommé pour la  première fois dans la catégorie du meilleur acteur aux Filmfare Awards.
C'est son sixième film aux côtés d'Aishwarya Rai et en janvier 2007, à la suite de l’avant-première à New York, il fait une proposition de mariage à sa bien-aimée.

### Succès et échecs commerciaux
Sarkar Raj
Sarkar Raj reprend les personnages de  Sarkar sans être à proprement parler la suite. Dans ce 2e opus Shankar joue un rôle plus actif dans les prises de décisions. Abhishek Bachchan semble tout à fait en phase avec son personnage toujours aussi fin dans son rôle de gangster intense et passionné.
Sarkar Raj est le premier film dans lequel joue le couple Abhishek - Aishwarya Rai Bachchan après leur mariage.
Dostana
Paa"
Delhi-6
Raavan
Khelein Hum Jee Jaan Sey
Abhishek Bachchan a travaillé avec les plus grands réalisateurs de Bollywood dont Ashutosh Gowariker dans  Khelein Hum Jee Jaan Sey sorti en 2010. Le film n'a pas eu de succès au box-office, mais a eu des commentaires généralement positifs. Le film raconte la révolte à Chittagong en 1930 d'un groupe de résistance dirigé par Surjya Sen (Abhishek Bachchan), un instituteur qui utilise son maigre salaire pour organiser un petit groupe de combattants. Sa performance est excellente dans ce rôle historique et très patriotique.

## Production
Depuis 2009 il est producteur associé dans la société de production « Amitabh Bachchan Corporation » (AB Corp).
- 2009 : Paa[33]
- 2011 : Bbuddah... Hoga Tera Baap[34]
- 2012 : The Business Man[35]

## Télévision
Depuis le 23 janvier 2010, Abhishek Bachchan présente National Bingo Night, un jeu télévisé indien basé sur le jeu américain du même nom. La soirée d'ouverture réalise un excellent taux d'audience.

## Filmographie

### Premiers ou seconds rôles
| Année   | Film                      | Rôle                  | Réalisateur             | Partenaire(s)                                                                | Notes                                                              |
| ------- | ------------------------- | --------------------- | ----------------------- | ---------------------------------------------------------------------------- | ------------------------------------------------------------------ |
| 2000    | Refugee                   | Refugee               | J.P. Dutta              | Kareena Kapoor                                                               |                                                                    |
| 2000    | Dhaai Akshar Prem Ke      | Karan Khanna          | Raj Kanwar              | Aishwarya Rai                                                                |                                                                    |
| 2000    | Tera Jadoo Chal Gayaa     | Kabir Srivastav       | A. Muthu                | Kriti Reddy                                                                  |                                                                    |
| 2001    | Bas Itna Sa Khwaab Hai    | Surajchand Shrivastav | Goldie Behl             | Rani Mukherjee, Sushmita Sen, Jackie Shroff                                  |                                                                    |
| 2002    | Haan Maine Bhi Pyaar Kiya | Shiv Kapoor           | Dharmesh Darshan        | Akshay Kumar, Karisma Kapoor                                                 |                                                                    |
| 2002    | Shararat                  | Rahul Khanna          |                         | Hrishitaa Bhatt, Amrish Puri                                                 |                                                                    |
| 2002    | Om Jai Jagadish           | Jagadish Batra        | Anupam Kher             | Anil Kapoor, Fardeen Khan, Waheeda Rehman, Mahima Chaudhry, Urmila Matondkar |                                                                    |
| 2002    | Desh                      | Anjaan                | Raja Sen                | Jaya Bachchan                                                                | Film bengali Cameo                                                 |
| 2003    | Main Prem Ki Diwani Hoon  | Prem Kumar            | Sooraj R. Barjatya      | Hrithik Roshan, Kareena Kapoor                                               |                                                                    |
| 2003    | Mumbai Se Aaya Mera Dost  | Kanji                 | Apoorva Lakhia          | Lara Dutta, Chunky Pandey                                                    |                                                                    |
| 2003    | Kuch Naa Kaho             | Raj                   | Rohan Sippy             | Aishwarya Rai, Arbaaz Khan                                                   |                                                                    |
| 2003    | Zameen                    | ACP Jaideep "Jai" Rai | Rohit Shetty            | Ajay Devgan, Bipasha Basu                                                    |                                                                    |
| 2003    | LOC Kargil                | Lt. Vikram Batra      | J.P. Dutta              | Ajay, Sanjay... Esha Deol                                                    |                                                                    |
| 2004    | Run                       | Siddharth             | Jeeva                   | Bhumika Chawla                                                               |                                                                    |
| 2004    | Yuva                      | Lallan Singh          | Mani Ratnam             | Rani Mukherjee, Ajay Devgan, Vivek Oberoi,                                   |                                                                    |
| 2004    | Dhoom                     | ACP Jai Dixit         | Sanjay Gadhvi           | John Abraham, Esha Deol, Uday Chopra                                         |                                                                    |
| 2004    | Phir Milenge              | Tarun Anand           | Revathi                 | Salman Khan, Shilpa Shetty                                                   |                                                                    |
| 2004    | Naach                     | Abhinav               | Ram Gopal Varma         | Antara Mali, Ritesh Deshmukh                                                 |                                                                    |
| 2005    | Bunty Aur Babli           | Rakesh Trivedi/Bunty  | Shaad Ali               | Amitabh Bachchan, Rani Mukherjee                                             |                                                                    |
| 2005    | Sarkar                    | Shankar Nagare        | Ram Gopal Varma         | Amitabh Bachchan, Katrina Kaif,                                              |                                                                    |
| 2005    | Dus                       | Shashank Dheer        | Anubhav Sinha           | Sanjay, Sunil Shetty, Zayed, Shilpa,                                         |                                                                    |
| 2005    | Antar Mahal               | Brij Bhushan          | Rituparno Ghosh         | Soha Ali Khan, Jackie Shroff, Rupa Ganguly                                   | Film bengali                                                       |
| 2005    | Bluffmaster!              | Roy Kapoor            | Rohan Sippy             | Priyanka Chopra                                                              |                                                                    |
| 2006    | Kabhi Alvida Naa Kehna    | Rishi Talwar          | Karan Johar             | Shahrukh Khan, Amitabh Bachchan, Rani Mukherjee, Preity Zinta                |                                                                    |
| 2006    | Umrao Jaan                | Nawab Sultan Khan     | J.P. Dutta              | Aishwarya Rai                                                                |                                                                    |
| 2006    | Dhoom 2                   | ACP Jai Dixit         | Sanjay Gadhvi           | Hrithik Roshan, Aishwarya Rai, Uday Chopra                                   |                                                                    |
| 2007    | Guru                      | Gurukant K. Desai     | Mani Ratnam             | Aishwarya Rai                                                                |                                                                    |
| 2007    | Jhoom Barabar Jhoom       | Rikki Thukral         | Shaad Ali               | Preity Zinta                                                                 |                                                                    |
| 2007    | Laaga Chunari Mein Daag   | Rohan Varma           | Pradeep Sarkar          | Rani Mukherjee, Konkona Sen Sharma                                           |                                                                    |
| 2008    | Sarkar Raj                | Shankar Nagare        | Ram Gopal Varma         | Aishwarya Rai, Amitabh Bachchan                                              |                                                                    |
| 2008    | Drona                     | Aditya/Drona          | Goldie Behl             | Priyanka Chopra, Jaya Bachchan                                               |                                                                    |
| 2008    | Dostana                   | Sameer                | Tarun Mansukhani        | John Abraham, Priyanka Chopra,                                               |                                                                    |
| 2009    | Delhi 6                   | Roshan                | Rakeysh Omprakash Mehra | Sonam Kapoor                                                                 |                                                                    |
| 2009    | Paa                       | Amol Arte             | R. Balki                | Amitabh Bachchan, Vidya Balan                                                |                                                                    |
| 2010    | Raavan                    | Beera                 | Mani Ratnam             | Aishwarya Rai                                                                |                                                                    |
| 2010    | Khelein Hum Jee Jaan Sey  | Surya Sen             | Ashutosh Gowariker      | Deepika Padukone, Sikandar Kher (en)                                         | Dans les archives de l'Academy of Motion Picture Arts and Sciences |
| 2011    | Game                      | Neil Menon            | Abhinay Deo             | Kangana Ranaut, Jimmy Shergill, Shahana Goswami, Gauhar Khan                 |                                                                    |
| 2011    | Dum Maro Dum              | Vishnu Kamath         | Rohan Sippy             | Bipasha Basu, Rana Daggubati, Prateik Babbar                                 |                                                                    |
| 2012    | Players                   |                       | Abbas-Mustan            | Sonam Kapoor, Bipasha Basu, Bobby Deol, Neil Nitin Mukesh                    |                                                                    |
| 2012    | Bol Bachchan              |                       | Rohit Shetty            | Ajay Devgan, Asin, Prachi Desai                                              |                                                                    |
| 2013    | Dhoom 3                   | ACP Jai Dixit         | Sanjay Gadhvi           | Aamir Khan, Katrina Kaif, Uday Chopra                                        |                                                                    |
| 2014    | Happy New Year            | Ankit Shrivastava     | Farah Khan              | Shahrukh Khan, Deepika Padukone, Sonu Sood, Boman Irani, Vivaan Shah         |                                                                    |
| 2015    | All Is Well               | Inder Bhalla          | Umesh Shukla            | Rishi Kapoor, Asin                                                           |                                                                    |
| Projets | Housefull 3               |                       | Sajid-Farhad            |                                                                              |                                                                    |

### Participations exceptionnelles
| Année | Film                                  | Rôle                    | Réalisateur      | Notes              |
| ----- | ------------------------------------- | ----------------------- | ---------------- | ------------------ |
| 2004  | Hum Tum                               | Sameer                  | Kunal Kohli      |                    |
| 2004  | Rakht: What If You Can See the Future | Manav                   | Mahesh Manjrekar |                    |
| 2005  | Salaam Namaste                        | Dr Vijay Kumar/Narrator | Siddharth Anand  |                    |
| 2005  | Home Delivery: Aapko... Ghar Tak      | Client de la pizzeria   | Sujoy Ghosh      |                    |
| 2005  | Ek Ajnabee                            | Garde du corps          | Appoorva Lakhia  |                    |
| 2005  | Neal'N'Nikki                          | L'homme dans le bar     | Arjun Sablok     |                    |
| 2006  | Alag                                  |                         | Ashu Trikha      | Chanson Sabse Alag |
| 2006  | Lage Raho Munna Bhai                  | Sunny Khurana           | Rajkumar Hirani  |                    |
| 2007  | Shootout at Lokhandwala               | Abhishek Mahatre        | Apoorva Lakhia   |                    |
| 2007  | Ram Gopal Varma Ki Aag                | Gypsy chanteur          | Ram Gopal Varma  |                    |
| 2007  | Om Shanti Om                          | Lui-même                | Farah Khan       |                    |
| 2008  | Mission Istanbul                      |                         | Apoorva Makhia   |                    |
| 2009  | Luck by Chance                        | Lui-même                | Zoya Akhtar      |                    |
| 2010  | Jhootha Hi Sahi                       | Anand                   | Abbas Tyrewala   | Voix               |
| 2011  | F.A.L.T.U.                            | Remo D'Souza            | Vashu Bhagnani   |                    |
| 2011  | Bbuddah... Hoga Tera Baap             |                         | Poori Jagannath  |                    |
| 2013  | Nautanki Saala                        | Lui-même                | Rohan Sippy      |                    |
| 2014  | The Shaukeens                         | Lui-même                | Abhishek Sharma  |                    |
| 2015  | Shamitabh                             |                         | R. Balki         |                    |
| 2021  | bob siwas                             | bob siwas               |                  |                    |

### Chanteur
Abhishek Bachchan interprète lui-même les chansons dans quelques films.
| Année | Titre                            | Film                       | Compositeur        | Parolier           | En duo avec           | Durée | Label        | Notes |
| ----- | -------------------------------- | -------------------------- | ------------------ | ------------------ | --------------------- | ----- | ------------ | ----- |
| 2001  | Mera Mahi Bada Sohna             | Dhaai Akshar Prem Ke       | Jatin-Lalit        | Sameer             | Anuradha Paudwal      |       | T-Series     |       |
| 2004  | Dilbara                          | Dhoom                      | Pritam Chakraborty | Sameer             | Abhijeet, Soumya Raoh | 4:36  | Saregama-Hmv |       |
| 2005  | Right Here Right Now             | Bluffmaster!               | Vishal-Shekhar     | Vishal-Shekhar     | Sunidhi Chauhan       | 3:02  | Saregama-Hmv |       |
| 2005  | Right Here Right Now Hip Hop Mix | Bluffmaster!               | Vishal-Shekhar     | Vishal-Shekhar     | Sunidhi Chauhan       | 3:43  | Saregama-Hmv |       |
| 2008  | Hollywood Meets Bollywood,       |                            |                    |                    | Wyclef Jean           |       | Sony BMJ     |       |
| 2011  | Thayn Thayn                      | Dum Maro Dum               | Pritam Chakraborty | Jaideep Sahni      | Earl, Ayush Phukan    | 3:23  | T-Series     |       |
| 2011  | Go Meera Go                      | Bbuddah... Hoga Terra Baap | Vishal-Shekhar     | Anvita Dutt Guptan | Amitabh Bachchan      | 6:42  |              |       |

## Distinctions

### Récompenses
- Filmfare Awards
  - 2005 : Meilleur acteur dans un second rôle pour Yuva
  - 2006 : Meilleur acteur dans un second rôle pour Sarkar
  - 2007 : Meilleur acteur dans un second rôle pour Kabhi Alvida Naa Kehna
  - 2010 : Meilleur long métrage en hindi (en tant que producteur) pour  Paa
- IIFA Awards
  - 2005 : Meilleur acteur dans un second rôle pour Yuva
  - 2006 : Meilleur acteur dans un second rôle pour Sarkar
  - 2008 : Icône de l'année 2008
  - 2009 : Meilleure performance dans un rôle comique Dostana
- Global Indian Film Awards
  - 2006 : Meilleur acteur dans un second rôle pour Kabhi Alvida Naa Kehna
- Apsara Awards
  - 2005 : Meilleur acteur dans un second rôle pour Yuva
- Bollywood Awards
  - 2005 : Meilleur acteur dans un second rôle pour Yuva
  - 2005 : Meilleure performance dans un rôle négatif pour Yuva
- CNN-IBN Awards
  - 2005 : Artiste de l'année 2005 pour Bunty Aur Babli, Sarkar, Dus  et  Bluffmaster!
- International Indian Film Academy Awards
  - 2005 : Meilleur acteur dans un second rôle pour Yuva
  - 2006 : Meilleur acteur dans un second rôle pour Sarkar
- Sports World Awards
  - 2005 : Meilleur acteur dans un second rôle pour Yuva
- Stardust Awards
  - 2004 : Star masculine de l'année Yuva
  - 2007 : Meilleur acteur dans un second rôle pour Kabhi Alvida Naa Kehna
  - 2010 : Meilleur acteur dans un second rôle pour Paa
  - 2013: Meilleur acteur Comédie-Romance Bol Bachchan
- Zee Cine Awards
  - 2004 : Meilleur acteur dans un second rôle pour Phir Milenge
  - 2004 : Star masculine de l'année Yuva
  - 2006 : Meilleur acteur dans un second rôle pour Sarkar
  - 2007 : Meilleur acteur dans un second rôle pour Kabhi Alvida Naa Kehna
  - 2013 : Meilleur acteur comique pour Bol Bachchan
- Star Screen Awards
  - 2005 : Meilleur acteur dans un second rôle pour Yuva
  - 2006 : Couple no 1 avec Rani Mukerji Bunty Aur Babli
  - 2006 : Meilleur acteur comique  Bunty Aur Babli
  - 2009 : Meilleur duo (Star Plus) pour Dostana
  - 2010 : Meilleur duo (Star Plus) avec Amitabh Bachchan pour Paa
  - 2013 : Meilleur acteur comique Bol Bachchan
- Autres récompenses
  - 2004 : Cinegoers Prix : Meilleur second rôle masculin pour Yuva
  - 2004 : Prix Sansui : Meilleur second rôle masculin pour Yuva
  - 2005 : Réseau Asie-BBC-Film Awards Café : Meilleur second rôle masculin pour Yuva
  - 2005 : Prix Anandalok : Meilleur acteur
  - 2005 : Dhandaulat.com : Meilleur second rôle pour Yuva.
  - 2006 : Global Film Awards indiens : Meilleur acteur pour Kabhi Alvida Naa Kehna
  - 2009 : « Best Brand Ambassador de l'année » au Gala NDTV Techlife 2009
  - 2010 : Prix Apsara : La plupart des prix public apparences
  - 2010 : Best Television Anchor (Homme) Prix en tant présentateur du National Bingo Night à la cérémonie des Nouveaux talents
  - 2010 : « L'homme ultime de l'année » au Gentleman's Magazine, trimestriel « Hommes de l'année »
  - 2010 : Prix Boroplus Puraskar Anandalok : Meilleur acteur pour Raavan

### Autres distinctions
- 2006 : « Yash Bharati Samman », la plus haute distinction du gouvernement de l'Uttar Pradesh
- 2009 : Record du Monde Livre Guinness des records pour le plus grand nombre d'apparitions publiques dans au moins six villes en 12 heures pour la promotion de  son dernier film Delhi 6.

## Contrats publicitaires
Étant une des stars de Bollywood, Abhishek Bachchan est très sollicité par le monde de la publicité. Il est le représentant officiel depuis 2006 des montres Omega, la marque déclare à son sujet : "Il incarne de nombreuses qualités, parmi lesquelles la performance et le style…". Il personnifie également Motorola en Inde, Videocon depuis 2010 et IDEA (opérateur de téléphonie mobile).